# Deutsche Fechtmeisterschaften 1954
Bei den Deutschen Fechtmeisterschaften 1954 wurden Wettbewerbe in den Disziplinen Herrendegen, Herrensäbel und Herrenflorett ausgetragen. Bei den Damen wurde nur Florett gefochten. Die Einzelmeisterschaften fanden in Celle statt. Die Meisterschaften wurden vom Deutschen Fechter-Bund organisiert.

## Herren

### Florett (Einzel)
| Platz | Sportler         | Verein               |
| ----- | ---------------- | -------------------- |
| 1     | Kurt Wahl        | MTV München von 1879 |
| 2     | Otto Adam        | Saar 05 Saarbrücken  |
| 3     | Günter Stratmann | FSG Iserlohn         |

Weitere Platzierungen: 4. Norman Casmir, Fecht-Club Hermannia Frankfurt

### Florett (Mannschaft)
| Platz | Verein               | Sportler |
| ----- | -------------------- | -------- |
| 1     | Hermannia Frankfurt  |          |
| 2     | TSG Ulm              |          |
| 3     | MTV München von 1879 |          |

### Degen (Einzel)
| Platz | Sportler              | Verein       |
| ----- | --------------------- | ------------ |
| 1     | Erwin Kroggel         | TK Hannover  |
| 2     | Wilfried Pflaumenbaum | Berliner FC  |
| 3     | Günter Stratmann      | FSG Iserlohn |

Weitere Platzierungen: 4. Paul Gnaier, Heidenheimer SB, 5. Fastenrath, Köln

### Degen (Mannschaft)
| Platz | Verein          | Sportler |
| ----- | --------------- | -------- |
| 1     | DFC Düsseldorf  |          |
| 2     | RCS Saarbrücken |          |
| 3     | Eimsbütteler TV |          |

### Säbel (Einzel)
| Platz | Sportler          | Verein              |
| ----- | ----------------- | ------------------- |
| 1     | Siegfried Rossner | TK Hannover         |
| 2     | Willy Fascher     | TK Hannover         |
| 3     | Otto Adam         | Saar 05 Saarbrücken |

### Säbel (Mannschaft)
| Platz | Verein         | Sportler |
| ----- | -------------- | -------- |
| 1     | TK Hannover    |          |
| 2     | DFC Düsseldorf |          |
| 3     | FSG Iserlohn   |          |

## Damen

### Florett (Einzel)
| Platz | Sportler     | Verein              |
| ----- | ------------ | ------------------- |
| 1     | Magda Müller | TV Offenbach        |
| 2     | Ilse Keydel  | TK Hannover         |
| 3     | Trude Jacob  | Fechtclub Offenbach |

Weitere Platzierungen: 4. Ilse Meyer

### Florett (Mannschaft)
| Platz | Verein              | Sportler |
| ----- | ------------------- | -------- |
| 1     | Kölner FK           |          |
| 2     | TV Offenbach        |          |
| 3     | Hermannia Frankfurt |          |